# Trofeo Pichichi
El Trofeo Pixixi es el premio otorgado anualmente por el diario deportivo español Marca a los máximos goleadores de la Primera y de la Segunda División de España. Por extensión, también suele utilizarse de forma genérica el término «pichichi» para referirse al máximo goleador de un torneo futbolístico.
El premio recibe el nombre en honor a "Pichichi" (1892-1922), jugador del Athletic Club, que destacó por su gran capacidad goleadora durante los años 1910 y 1920, antes de la creación de la Liga española de fútbol.
No es un premio oficial y se basa en las crónicas que elaboran los corresponsales del diario Marca, y no en las actas arbitrales. Asimismo, sus estadísticas computan para el trofeo Bota de Oro, premio que concede la European Sports Magazines.

## Historia
La Delegación Nacional de Deportes, al Moscardó, autorizó a la Real Federación Española de Fútbol a instaurar el premio, cuya creación fue iniciativa de los periódicos Marca y del ya desaparecido Arriba. El Trofeo Pichichi se entregó por primera vez la temporada 1952-53, y Telmo Zarra (Athletic Club) fue su primer ganador. Con posterioridad, Marca ha reconocido simbólicamente como ganadores del Trofeo Pichichi a todos los futbolistas que fueron máximos goleadores de la liga antes de la temporada 1952-53.
En la temporada 2002-03, con motivo del 50.º aniversario del trofeo y la 75.ª edición de la Liga española, Marca entregó un premio especial conmemorativo, Pichichi de Oro, a Telmo Zarra y Enrique Castro"Quini 6"», por ser los dos futbolistas españoles, vivos, con más goles en la Primera División. En la temporada 2005-06 Marca, a imagen y semejanza del Trofeo Pichichi, creó el Trofeo Zarra para premiar al máximo goleador español de la temporada.
Lionel Messi —futbolista que más veces ha logrado el galardón— ostenta el récord de máximo realizador en una temporada con 50 goles, conseguidos en la temporada 2011-12. Messi es también el jugador con más Pichichis conseguidos de forma consecutiva con cinco (de 2016 a 2021), seguido de Hugo Sánchez con cuatro (de 1984 a 1988). Asimismo, Quini y Hugo Sánchez son los únicos dos jugadores que han conseguido cinco Trofeos Pichichi jugando con diferentes equipos.

## Trofeo Pichichi de 1ª División
El trofeo se entrega anualmente desde la temporada 1952-53. Los ganadores de los años anteriores han sido reconocidos, simbólicamente, con posterioridad.
| Temporada | Jugador                        | Nacionalidad | Comunidad | Equipo                           | Goles | Partidos | Promedio |
| --------- | ------------------------------ | ------------ | --------- | -------------------------------- | ----- | -------- | -------- |
| 1928–29   | Paco Bienzobas                 | ESP (1)      | EUS (1)   | Real Sociedad de F.              | 14    | 18       | 0,78     |
| 1929–30   | Guillermo Gorostiza (1)        | ESP (2)      | EUS (2)   | Athletic Club (1)                | 20    | 18       | 1,11     |
| 1930–31   | Agustín Sauto, 'Bata'          | ESP (3)      | EUS (3)   | Athletic Club (2)                | 27    | 17       | 1,59     |
| 1931–32   | Guillermo Gorostiza (2)        | ESP (4)      | EUS (4)   | Athletic Club (3)                | 12    | 15       | 0,80     |
| 1932–33   | Manuel Olivares                | ESP (5)      | BAL (1)   | Real Madrid C. F. (1)            | 16    | 14       | 1,14     |
| 1933–34   | Isidro Lángara (1)             | ESP (6)      | EUS (5)   | Real Oviedo (1)                  | 27    | 18       | 1,50     |
| 1934–35   | Isidro Lángara (2)             | ESP (7)      | EUS (6)   | Real Oviedo (2)                  | 27    | 22       | 1,23     |
| 1935–36   | Isidro Lángara (3)             | ESP (8)      | EUS (7)   | Real Oviedo (3)                  | 27    | 21       | 1,29     |
| 1939–40   | Victorio Unamuno               | ESP (9)      | EUS (8)   | Athletic Club (4)                | 20    | 22       | 0,91     |
| 1940–41   | Pruden Sánchez                 | ESP (10)     | CLN (1)   | Atlético de Madrid (1)           | 30    | 22       | 1,36     |
| 1941–42   | Edmundo Suárez, 'Mundo' (1)    | ESP (11)     | EUS (9)   | Valencia C. F. (1)               | 27    | 25       | 1,08     |
| 1942–43   | Mariano Martín                 | ESP (12)     | CLN (2)   | F. C. Barcelona (1)              | 32    | 23       | 1,39     |
| 1943–44   | Edmundo Suárez, 'Mundo' (2)    | ESP (13)     | EUS (10)  | Valencia C. F. (2)               | 27    | 26       | 1,04     |
| 1944–45   | Telmo Zarra (1)                | ESP (14)     | EUS (11)  | Athletic Club (5)                | 19    | 26       | 0,73     |
| 1945–46   | Telmo Zarra (2)                | ESP (15)     | EUS (12)  | Athletic Club (6)                | 24    | 18       | 1,33     |
| 1946–47   | Telmo Zarra (3)                | ESP (16)     | EUS (13)  | Athletic Club (7)                | 34    | 24       | 1,42     |
| 1947–48   | Manuel Fernández, 'Pahiño' (1) | ESP (17)     | GAL (1)   | R. C. Celta de Vigo              | 23    | 22       | 1,05     |
| 1948–49   | César Rodríguez                | ESP (18)     | CLN (3)   | F. C. Barcelona (2)              | 28    | 24       | 1,17     |
| 1949–50   | Telmo Zarra (4)                | ESP (19)     | EUS (14)  | Athletic Club (8)                | 25    | 26       | 0,96     |
| 1950–51   | Telmo Zarra (5)                | ESP (20)     | EUS (15)  | Athletic Club (9)                | 38    | 30       | 1,27     |
| 1951–52   | Manuel Fernández, 'Pahiño' (2) | ESP (21)     | GAL (2)   | Real Madrid C. F. (2)            | 28    | 27       | 1,04     |
| 1952–53   | Telmo Zarra (6)                | ESP (22)     | EUS (16)  | Athletic Club (10)               | 24    | 29       | 0,83     |
| 1953–54   | Alfredo Di Stéfano (1)         | ARG (1)      |           | Real Madrid C. F. (3)            | 27    | 28       | 0,96     |
| 1954–55   | Juan Arza                      | ESP (23)     | NAV (1)   | Sevilla F. C.                    | 29    | 29       | 1,00     |
| 1955–56   | Alfredo Di Stéfano (2)         | ARG (2)      |           | Real Madrid C. F. (4)            | 24    | 30       | 0,8      |
| 1956–57   | Alfredo Di Stéfano (3)         | ARG (3)      |           | Real Madrid C. F. (5)            | 31    | 30       | 1,03     |
| 1957–58   | Ricardo Alós                   | ESP (24)     | VAL (1)   | Valencia C. F. (3)               | 19    | 29       | 0,66     |
| 1957–58   | Manuel Badenes                 | ESP (25)     | VAL (2)   | Real Valladolid C. F. (1)        | 19    | 29       | 0,66     |
| 1957–58   | Alfredo Di Stéfano (4)         | ARG (4)      |           | Real Madrid C. F. (6)            | 19    | 30       | 0,63     |
| 1958–59   | Alfredo Di Stéfano (5)         | ARG (5)      |           | Real Madrid C. F. (7)            | 23    | 28       | 0,82     |
| 1959–60   | Ferenc Puskás (1)              | HUN (1)      |           | Real Madrid C. F. (8)            | 26    | 24       | 1,08     |
| 1960–61   | Ferenc Puskás (2)              | HUN (2)      |           | Real Madrid C. F. (9)            | 27    | 28       | 0,96     |
| 1961–62   | Juan Seminario                 | PER (1)      |           | Real Zaragoza                    | 25    | 30       | 0,83     |
| 1962–63   | Ferenc Puskás (3)              | HUN (3)      |           | Real Madrid C. F. (10)           | 26    | 30       | 0,87     |
| 1963–64   | Ferenc Puskás (4)              | HUN (4)      |           | Real Madrid C. F. (11)           | 20    | 25       | 0,80     |
| 1964–65   | Cayetano Ré                    | PAR (1)      |           | F. C. Barcelona (3)              | 25    | 30       | 0,83     |
| 1965–66   | Luciano Sánchez, 'Vavá II'     | ESP (26)     | CLN (4)   | Elche C. F.                      | 19    | 30       | 0,63     |
| 1966–67   | Waldo Machado                  | BRA (1)      |           | Valencia C. F. (4)               | 24    | 30       | 0,80     |
| 1967–68   | Fidel Uriarte                  | ESP (27)     | EUS (17)  | Athletic Club (11)               | 22    | 24       | 0,92     |
| 1968–69   | Amancio Amaro (1)              | ESP (28)     | GAL (3)   | Real Madrid C. F. (12)           | 14    | 29       | 0,48     |
| 1968–69   | José Eulogio Gárate (1)        | ESP (29)     | EUS (18)  | Atlético de Madrid (2)           | 14    | 20       | 0,70     |
| 1969–70   | Amancio Amaro (2)              | ESP (30)     | GAL (4)   | Real Madrid C. F. (13)           | 16    | 29       | 0,55     |
| 1969–70   | Luis Aragonés                  | ESP (31)     | MAD (1)   | Atlético de Madrid (3)           | 16    | 30       | 0,53     |
| 1969–70   | José Eulogio Gárate (2)        | ESP (32)     | EUS (19)  | Atlético de Madrid (4)           | 16    | 30       | 0,53     |
| 1970–71   | José Eulogio Gárate (3)        | ESP (33)     | EUS (20)  | Atlético de Madrid (5)           | 17    | 28       | 0,61     |
| 1970–71   | Carles Rexach                  | ESP (34)     | CAT (1)   | F. C. Barcelona (4)              | 17    | 29       | 0,59     |
| 1971–72   | Enrique Porta                  | ESP (35)     | ARA (1)   | Granada C. F.                    | 20    | 31       | 0,65     |
| 1972–73   | Mariano Arias, 'Marianín'      | ESP (36)     | CLN (5)   | Real Oviedo (4)                  | 19    | 32       | 0,59     |
| 1973–74   | Enrique Castro, 'Quini' (1)    | ESP (37)     | AST (1)   | Real Sporting de Gijón (1)       | 20    | 34       | 0,59     |
| 1974–75   | Carlos Ruiz Herrero            | ESP (38)     | EUS (21)  | Athletic Club (12)               | 19    | 32       | 0,59     |
| 1975–76   | Enrique Castro, 'Quini' (2)    | ESP (39)     | AST (2)   | Real Sporting de Gijón (2)       | 18    | 34       | 0,53     |
| 1976–77   | Mario Alberto Kempes (1)       | ARG (6)      |           | Valencia C. F. (5)               | 24    | 34       | 0,71     |
| 1977–78   | Mario Alberto Kempes (2)       | ARG (7)      |           | Valencia C. F. (6)               | 28    | 34       | 0,82     |
| 1978–79   | Hans Krankl                    | AUT (1)      |           | F. C. Barcelona (5)              | 29    | 30       | 0,97     |
| 1979–80   | Enrique Castro, 'Quini' (3)    | ESP (40)     | AST (3)   | Real Sporting de Gijón (3)       | 24    | 34       | 0,71     |
| 1980–81   | Enrique Castro, 'Quini' (4)    | ESP (41)     | AST (4)   | F. C. Barcelona (6)              | 20    | 30       | 0,67     |
| 1981–82   | Enrique Castro, 'Quini' (5)    | ESP (42)     | AST (5)   | F. C. Barcelona (7)              | 26    | 32       | 0,81     |
| 1982–83   | Poli Rincón                    | ESP (43)     | MAD (2)   | Real Betis Balompié              | 20    | 30       | 0,67     |
| 1983–84   | Jorge da Silva                 | URU (1)      |           | Real Valladolid C. F. (2)        | 17    | 30       | 0,57     |
| 1983–84   | Juan Gómez, 'Juanito'          | ESP (44)     | AND (1)   | Real Madrid C. F. (14)           | 17    | 31       | 0,55     |
| 1984–85   | Hugo Sánchez (1)               | MEX (1)      |           | Atlético de Madrid (6)           | 19    | 33       | 0,58     |
| 1985–86   | Hugo Sánchez (2)               | MEX (2)      |           | Real Madrid C. F. (15)           | 22    | 33       | 0,67     |
| 1986–87   | Hugo Sánchez (3)               | MEX (3)      |           | Real Madrid C. F. (16)           | 34    | 41       | 0,83     |
| 1987–88   | Hugo Sánchez (4)               | MEX (4)      |           | Real Madrid C. F.                | 29    | 36       | 0,81     |
| 1988–89   | Baltazar                       | BRA (2)      |           | Atlético de Madrid               | 35    | 36       | 0,97     |
| 1989–90   | Hugo Sánchez (5)               | MEX (5)      |           | Real Madrid C. F.                | 38    | 35       | 1,09     |
| 1990–91   | Emilio Butragueño              | ESP (45)     | MAD (3)   | Real Madrid C. F.                | 19    | 35       | 0,54     |
| 1991–92   | Manuel Sánchez, 'Manolo'       | ESP (46)     | EXT (1)   | Atlético de Madrid               | 27    | 36       | 0,75     |
| 1992–93   | Bebeto                         | BRA (3)      |           | R. C. Deportivo de La Coruña     | 29    | 37       | 0,78     |
| 1993–94   | Romário                        | BRA (4)      |           | F. C. Barcelona                  | 30    | 33       | 0,91     |
| 1994–95   | Iván Zamorano                  | CHI (1)      |           | Real Madrid C. F.                | 28    | 38       | 0,74     |
| 1995–96   | Juan Antonio Pizzi             | ARG (8)      |           | C. D. Tenerife (1)               | 31    | 41       | 0,76     |
| 1996–97   | Ronaldo (1)                    | BRA (5)      |           | F. C. Barcelona                  | 34    | 37       | 0,92     |
| 1997–98   | Christian Vieri                | ITA (1)      |           | Atlético de Madrid               | 24    | 24       | 1,00     |
| 1998–99   | Raúl González (1)              | ESP (47)     | MAD (4)   | Real Madrid C. F.                | 25    | 37       | 0,68     |
| 1999–00   | Salva Ballesta                 | ESP (48)     | ARA (2)   | Racing de Santander (1)          | 27    | 36       | 0,75     |
| 2000–01   | Raúl González (2)              | ESP (49)     | MAD (5)   | Real Madrid C. F.                | 24    | 36       | 0,67     |
| 2001–02   | Diego Tristán                  | ESP (50)     | AND (2)   | R. C. Deportivo de La Coruña     | 21    | 34       | 0,62     |
| 2002–03   | Roy Makaay                     | NED (1)      |           | R. C. Deportivo de La Coruña (3) | 29    | 38       | 0,76     |
| 2003–04   | Ronaldo (2)                    | BRA (6)      |           | Real Madrid C. F.                | 24    | 32       | 0,75     |
| 2004–05   | Diego Forlán (1)               | URU (2)      |           | Villarreal C. F.                 | 25    | 38       | 0,66     |
| 2005–06   | Samuel Eto'o                   | CMR (1)      |           | F. C. Barcelona                  | 26    | 34       | 0,76     |
| 2006–07   | Ruud van Nistelrooy            | NED (2)      |           | Real Madrid C. F.                | 25    | 37       | 0,68     |
| 2007–08   | Dani Güiza                     | ESP (51)     | AND (3)   | R. C. D. Mallorca                | 27    | 37       | 0,73     |
| 2008–09   | Diego Forlán (2)               | URU (3)      |           | Atlético de Madrid (10)          | 32    | 33       | 0,97     |
| 2009–10   | Lionel Messi (1)               | ARG (9)      |           | F. C. Barcelona                  | 34    | 35       | 0,97     |
| 2010–11   | Cristiano Ronaldo (1)          | POR (1)      |           | Real Madrid C. F.                | 40    | 34       | 1,18     |
| 2011–12   | Lionel Messi (2)               | ARG (10)     |           | F. C. Barcelona                  | 50    | 37       | 1,35     |
| 2012–13   | Lionel Messi (3)               | ARG (11)     |           | F. C. Barcelona                  | 46    | 32       | 1,44     |
| 2013–14   | Cristiano Ronaldo (2)          | POR (2)      |           | Real Madrid C. F.                | 31    | 30       | 1,03     |
| 2014–15   | Cristiano Ronaldo (3)          | POR (3)      |           | Real Madrid C. F.                | 48    | 35       | 1,37     |
| 2015–16   | Luis Suárez                    | URU (4)      |           | F. C. Barcelona                  | 40    | 35       | 1,14     |
| 2016–17   | Lionel Messi (4)               | ARG (12)     |           | F. C. Barcelona                  | 37    | 34       | 1,08     |
| 2017-18   | Lionel Messi (5)               | ARG (13)     |           | F. C. Barcelona                  | 34    | 36       | 0,97     |
| 2018-19   | Lionel Messi (6)               | ARG (14)     |           | F. C. Barcelona                  | 36    | 34       | 1,06     |
| 2019-20   | Lionel Messi (7)               | ARG (15)     |           | F. C. Barcelona                  | 25    | 33       | 0,76     |
| 2020-21   | Lionel Messi (8)               | ARG (16)     |           | F. C. Barcelona                  | 30    | 30       | 1,00     |
| 2021-22   | Karim Benzema                  | FRA (1)      |           | Real Madrid C. F.                | 27    | 31       | 0,87     |
| 2022-23   | Robert Lewandowski             | POL (1)      |           | F. C. Barcelona (20)             | 23    | 34       | 0,68     |
| 2023-24   | Artem Dovbyk                   | UKR (1)      |           | Girona F. C. (1)                 | 24    | 36       | 0,66     |
| 2024-25   | Kylian Mbappé                  | FRA (2)      |           | Real Madrid C. F. (29)           | 31    | 34       | 0,91     |

Fuente: Diario Marca.
|  | Bota de Oro de la temporada en Europa. |

### Palmarés

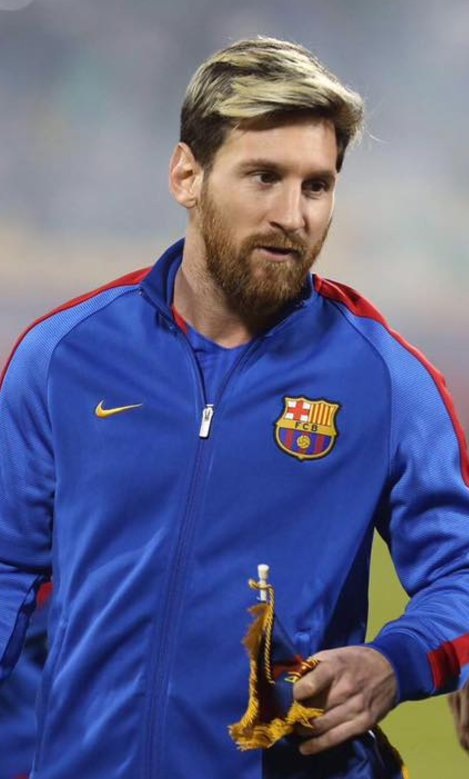
Lionel Messi, ganador del premio en 8 ocasiones.

#### Por jugador
Lionel Messi con el FC Barcelona, es el jugador que más Trofeos Pichichi (8) ha conseguido en Primera División, seguido por Telmo Zarra.
| Jugador                   | Trofeos | Temporadas                                                             |
| ------------------------- | ------- | ---------------------------------------------------------------------- |
| Lionel Messi              | 8       | 2009-10, 2011-12, 2012-13, 2016-17, 2017-18, 2018-19, 2019-20, 2020-21 |
| Telmo Zarra               | 6       | 1944-45, 1945-46, 1946-47, 1949-50, 1950-51, 1952-53                   |
| Alfredo Di Stéfano        | 5       | 1953-54, 1955-56, 1956-57, 1957-58, 1958-59                            |
| Enrique Castro 'Quini'    | 5       | 1973-74, 1975-76, 1979-80, 1980-81, 1981-82                            |
| Hugo Sánchez              | 5       | 1984-85, 1985-86, 1986-87, 1987-88, 1989-90                            |
| Ferenc Puskás             | 4       | 1959-60, 1960-61, 1962-63, 1963-64                                     |
| Isidro Lángara            | 3       | 1933-34, 1934-35, 1935-36                                              |
| José Eulogio Gárate       | 3       | 1968-69, 1969-70, 1970-71                                              |
| Cristiano Ronaldo         | 3       | 2010-11, 2013-14, 2014-15                                              |
| Guillermo Gorostiza       | 2       | 1929-30, 1931-32                                                       |
| Edmundo Suárez 'Mundo'    | 2       | 1941-42, 1943-44                                                       |
| Manuel Fernández 'Pahiño' | 2       | 1947-48, 1951-52                                                       |
| Amancio Amaro             | 2       | 1968-69, 1969-70                                                       |
| Mario Alberto Kempes      | 2       | 1976-77, 1977-78                                                       |
| Ronaldo                   | 2       | 1996-97, 2003-04                                                       |
| Raúl González             | 2       | 1998-99, 2000-01                                                       |
| Diego Forlán              | 2       | 2004-05, 2008-09                                                       |
| Paco Bienzobas            | 1       | 1928-29                                                                |
| Agustín Sauto 'Bata'      | 1       | 1930-31                                                                |
| Manuel Olivares           | 1       | 1932-33                                                                |
| Victorio Unamuno          | 1       | 1939-40                                                                |
| Pruden Sánchez            | 1       | 1940-41                                                                |
| Mariano Martín            | 1       | 1942-43                                                                |
| César Rodríguez           | 1       | 1948-49                                                                |
| Juan Arza                 | 1       | 1954-55                                                                |
| Manuel Badenes            | 1       | 1957-58                                                                |
| Ricardo Alós              | 1       | 1957-58                                                                |
| Juan Seminario            | 1       | 1961-62                                                                |
| Cayetano Ré               | 1       | 1964-65                                                                |
| Luciano Sánchez 'Vavá II' | 1       | 1965-66                                                                |
| Waldo Machado             | 1       | 1966-67                                                                |
| Fidel Uriarte             | 1       | 1967-68                                                                |
| Luis Aragonés             | 1       | 1969-70                                                                |
| Carles Rexach             | 1       | 1970-71                                                                |
| Enrique Porta             | 1       | 1971-72                                                                |
| Mariano Arias 'Marianín'  | 1       | 1972-73                                                                |
| Carlos Ruiz Herrero       | 1       | 1974-75                                                                |
| Hans Krankl               | 1       | 1978-79                                                                |
| Poli Rincón               | 1       | 1982-83                                                                |
| Jorge da Silva            | 1       | 1983-84                                                                |
| Juan Gómez 'Juanito'      | 1       | 1983-84                                                                |
| Baltazar                  | 1       | 1988-89                                                                |
| Emilio Butragueño         | 1       | 1990-91                                                                |
| Manolo Sánchez            | 1       | 1991-92                                                                |
| Bebeto                    | 1       | 1992-93                                                                |
| Romário                   | 1       | 1993-94                                                                |
| Iván Zamorano             | 1       | 1994-95                                                                |
| Juan Antonio Pizzi        | 1       | 1995-96                                                                |
| Christian Vieri           | 1       | 1997-98                                                                |
| Salva Ballesta            | 1       | 1999-00                                                                |
| Diego Tristán             | 1       | 2001-02                                                                |
| Roy Makaay                | 1       | 2002-03                                                                |
| Samuel Eto'o              | 1       | 2005-06                                                                |
| Ruud van Nistelrooy       | 1       | 2006-07                                                                |
| Dani Güiza                | 1       | 2007-08                                                                |
| Luis Suárez               | 1       | 2015-16                                                                |
| Karim Benzema             | 1       | 2021-22                                                                |
| Robert Lewandowski        | 1       | 2022-23                                                                |
| Artem Dovbyk              | 1       | 2023-24                                                                |
| Kylian Mbappé             | 1       | 2024-25                                                                |

#### Por clubes
| Trofeos | Equipos |
| ------- | --- |
| 29      | Real Madrid C. F. |
| 20      | F. C. Barcelona |
| 12      | Athletic Club |
| 10      | Atlético de Madrid |
| 6       | Valencia C. F. |
| 4       | Real Oviedo |
| 3       | Real Sporting de Gijón R. C. Deportivo de La Coruña |
| 2       | Real Valladolid C. F. |
| 1       | Real Sociedad de F. Real Zaragoza R. C. Celta de Vigo Sevilla F. C. Elche C. F. Granada C. F. Real Betis Balompié C. D. Tenerife Racing de Santander Villarreal C. F. R. C. D. Mallorca Girona F. C. |

#### Por países
| País         | Jugadores | Total |
| ------------ | --------- | ----- |
| España       | 33        | 51    |
| Argentina    | 4         | 16    |
| Brasil       | 5         | 6     |
| México       | 1         | 5     |
| Uruguay      | 3         | 4     |
| Hungría      | 1         | 4     |
| Portugal     | 1         | 3     |
| Países Bajos | 2         | 2     |
| Francia      | 2         | 2     |
| Chile        | 1         | 1     |
| Paraguay     | 1         | 1     |
| Austria      | 1         | 1     |
| Perú         | 1         | 1     |
| Italia       | 1         | 1     |
| Camerún      | 1         | 1     |
| Polonia      | 1         | 1     |
| Ucrania      | 1         | 1     |

### Por comunidades
| Comunidad            | Jugadores | Total |
| -------------------- | --------- | ----- |
| País Vasco           | 10        | 21    |
| Castilla y León      | 5         | 5     |
| Comunidad de Madrid  | 4         | 5     |
| Asturias             | 1         | 5     |
| Galicia              | 2         | 4     |
| Andalucía            | 3         | 3     |
| Comunidad Valenciana | 2         | 2     |
| Aragón               | 2         | 2     |
| Islas Baleares       | 1         | 1     |
| Navarra              | 1         | 1     |
| Cataluña             | 1         | 1     |
| Extremadura          | 1         | 1     |

## Trofeo Pichichi de 2ª División
| Temporada | Jugador            | Nacionalidad | Comunidad | Equipo                    | Goles | Partidos | Promedio |
| --------- | ------------------ | ------------ | --------- | ------------------------- | ----- | -------- | -------- |
| 2017-18   | Jaime Mata         | ESP (1)      | MAD (1)   | Real Valladolid C. F. (1) | 35    | 43       | 0,81     |
| 2018-19   | Álvaro Giménez     | ESP (2)      | VAL (1)   | U. D. Almería (1)         | 20    | 39       | 0,51     |
| 2019-20   | Cristhian Stuani   | URU (1)      |           | Girona F. C. (1)          | 29    | 36       | 0,81     |
| 2020-21   | Raúl de Tomás      | ESP (3)      | MAD (2)   | R. C. D. Espanyol (1)     | 23    | 37       | 0,62     |
| 2021-22   | Cristhian Stuani   | URU (2)      |           | Girona F. C. (2)          | 24    | 41       | 0,59     |
| 2022-23   | Myrto Uzuni        | ALB (1)      |           | Granada C. F. (1)         | 23    | 38       | 0,61     |
| 2023-24   | Martin Braithwaite | DEN (1)      |           | R. C. D. Espanyol (2)     | 22    | 43       | 0,51     |
| 2024-25   | Luis Javier Suárez | COL (1)      |           | UD Almería (4)            | 27    | 41       | 0,65     |

Fuente: Diario Marca.
|  | Bota de Oro de la temporada en Europa. |

## Trofeo Pichichi Femenino
| Temporada | Jugadora                   | Nacionalidad | Comunidad | Equipo                 | Goles | Partidos | Promedio |
| --------- | -------------------------- | ------------ | --------- | ---------------------- | ----- | -------- | -------- |
| 2004–05   | Marta Cubí (1)             | ESP (1)      | CAT (1)   | R. C. D. Espanyol      | 32    | ?        | ?        |
| 2005–06   | Auxi Jiménez (1)           | ESP (2)      | AND (1)   | C. D. Hispalis (1)     | 29    | ?        | ?        |
| 2006–07   | Adriana Martín             | ESP (3)      | ARA (1)   | R. C. D. Espanyol      | 30    | 26       | 1,15     |
| 2007–08   | Natalia Pablos             | ESP (4)      | MAD (1)   | Rayo Vallecano         | 24    | ?        | ?        |
| 2008–09   | Erika Vázquez (1)          | ESP (5)      | NAV (1)   | Athletic Club (1)      | 32    | 29       | 1,10     |
| 2009–10   | Adriana Martín             | ESP (5)      | ARA (2)   | Rayo Vallecano         | 35    | 28       | 1,25     |
| 2010–11   | Vero Boquete (1)           | ESP (6)      | GAL (1)   | R. C. D. Espanyol (3)  | 39    | 28       | 1,39     |
| 2011–12   | Sonia Bermúdez             | ESP (7)      | MAD (2)   | F. C. Barcelona        | 38    | 34       | 1,11     |
| 2012–13   | Natalia Pablos (2)         | ESP (8)      | MAD (3)   | Rayo Vallecano (3)     | 27    | 27       | 1,00     |
| 2012–13   | Sonia Bermúdez             | ESP (9)      | MAD (4)   | F. C. Barcelona        | 27    | 27       | 1,00     |
| 2013–14   | Sonia Bermúdez             | ESP (10)     | MAD (5)   | F. C. Barcelona        | 27    | 27       | 1,00     |
| 2014–15   | Sonia Bermúdez (4)         | ESP (11)     | MAD (6)   | F. C. Barcelona        | 22    | 28       | 0,78     |
| 2014–15   | Adriana Martín (3)         | ESP (10)     | ARA (3)   | Levante U. D.          | 22    | 29       | 0,75     |
| 2015–16   | Jennifer Hermoso           | ESP (12)     | MAD (7)   | F. C. Barcelona        | 24    | 29       | 0,82     |
| 2016–17   | Jennifer Hermoso           | ESP (13)     | MAD (8)   | F. C. Barcelona        | 35    | 27       | 1,29     |
| 2017–18   | Charlyn Corral (1)         | MEX (1)      |           | Levante U. D.          | 24    | 29       | 0,82     |
| 2018–19   | Jennifer Hermoso           | ESP (14)     | MAD (9)   | Atlético de Madrid (1) | 24    | 28       | 0,85     |
| 2019–20   | Jennifer Hermoso           | ESP (15)     | MAD (10)  | F. C. Barcelona        | 23    | 19       | 1,21     |
| 2020–21   | Jennifer Hermoso (5)       | ESP (16)     | MAD (11)  | F. C. Barcelona        | 31    | 26       | 1,19     |
| 2021–22   | Asisat Oshoala (1)         | NGA (1)      |           | F. C. Barcelona        | 20    | 19       | 1,05     |
| 2021–22   | Geyse Ferreira (1)         | BRA (1)      |           | Madrid C. F. F. (1)    | 20    | 27       | 0,74     |
| 2022–23   | Alba Redondo (1)           | ESP (17)     | CLM (1)   | Levante U. D. (3)      | 27    | 30       | 0,90     |
| 2023-24   | Caroline Graham Hansen (1) | NOR (1)      |           | F. C. Barcelona        | 21    | 25       | 0,84     |
| 2024-25   | Ewa Pajor (1)              | POL (1)      |           | F. C. Barcelona (11)   | 25    | 28       | 0,89     |

### Palmarés

#### Por jugadora
Jennifer Hermoso con cuatro en el F. C. Barcelona y uno con el Atlético de Madrid, es la jugadora que más Trofeos Pichichi (5) ha conseguido en Primera División desde que se tienen registros en la temporada 2003-04.
| Jugador                | Trofeos | Temporadas                                  |
| ---------------------- | ------- | ------------------------------------------- |
| Jennifer Hermoso       | 5       | 2015-16, 2016-17, 2018-19, 2019-20, 2020-21 |
| Sonia Bermúdez         | 4       | 2011-12, 2012-13, 2013-14, 2014-15          |
| Adriana Martín         | 3       | 2006-07, 2009-10, 2014-15                   |
| Natalia Pablos         | 2       | 2007-08, 2012-13                            |
| Marta Cubí             | 1       | 2004-05                                     |
| Auxi Jiménez           | 1       | 2005-06                                     |
| Erika Vázquez          | 1       | 2008-09                                     |
| Vero Boquete           | 1       | 2010-11                                     |
| Charlyn Corral         | 1       | 2017-18                                     |
| Asisat Oshoala         | 1       | 2021-22                                     |
| Geyse Ferreira         | 1       | 2021-22                                     |
| Alba Redondo           | 1       | 2022-23                                     |
| Caroline Graham Hansen | 1       | 2023-24                                     |
| Ewa Pajor              | 1       | 2024-25                                     |

#### Por clubes
| Trofeos | Equipos            |
| ------- | ------------------ |
| 11      | F. C. Barcelona    |
| 3       | R. C. D. Espanyol  |
| 3       | Rayo Vallecano     |
| 3       | Levante U. D.      |
| 1       | Sevilla F. C.      |
| 1       | Athletic Club      |
| 1       | Atlético de Madrid |
| 1       | Madrid C. F. F.    |

#### Por países
| País    | Jugadoras | Total |
| ------- | --------- | ----- |
| España  | 9         | 19    |
| México  | 1         | 1     |
| Nigeria | 1         | 1     |
| Brasil  | 1         | 1     |
| Noruega | 1         | 1     |
| Polonia | 1         | 1     |

#### Por comunidades
| Comunidad           | Jugadoras | Total |
| ------------------- | --------- | ----- |
| Comunidad de Madrid | 3         | 11    |
| Aragón              | 1         | 3     |
| Cataluña            | 1         | 1     |
| Andalucía           | 1         | 1     |
| Galicia             | 1         | 1     |
| Navarra             | 1         | 1     |
| Castilla-La Mancha  | 1         | 1     |

## Estadísticas
Los únicos jugadores en ganar el Trofeo Pichichi en Primera y Segunda División son: Isidro Lángara (1 en Segunda y 3 en Primera), Ricardo Alós (1 y 1), Amancio Amaro (1 y 2), Quini (2 y 5), Baltazar (1 y 1) y Salva Ballesta (1 y 1). De todos ellos, tan solo Salva Ballesta logró antes el galardón en Primera División que en Segunda División. Los cuatro galardones de Lángara fueron consecutivos (1932-1935), los dos de Alós también (1957 y 1958) y los dos de Salva Ballesta también (2000 y 2001).